# Tulleck’sches Hammerwerk
Das Tulleck’sche Hammerwerk ist eine historische Hammerschmiede in Wildalpen im Salzatal, Obersteiermark. Es beherbergt heute das Heimat- und Pfarrmuseum und das Wasserleitungsmuseum HochQuellenWasser.

## Geschichte
Das Hammerwerk entstand im frühen 16. Jahrhundert. Kaiser Ferdinand II. erteilte den Gewerken Hans Friedrich Mayer aus Eisenerz und Hans Paul Payer aus Weikersdorf per 30. Juni 1625 das Privileg, bei Eisenerz einen Bergbau und am Seisenbach (Säusenbach) auf der Wildalpen einen Schmelzofen und einen Hammer zu betreiben. Von dort ist es über die Eisenerzer Höhe nur 15 Kilometer Luftlinie zum Erzberg, und die Hammerherren durften die Interessen der Innerberger Hauptgewerkschaft nicht stören, und mussten einen neuen Platz für die Energiegewinnung suchen. Da im seinerzeit noch undurchforsteten Salzatal Holzkohle in großen Mengen billig produziert werden konnte, lohnte sich sogar der Erztransport über den Saumweg.
Benannt ist es nach dem Tulleck, einem der Gipfel bei Eisenerz (direkt westlich vom Erzberg), auf dem Mayer und Payer schürften.
Das Herrenhaus des Hammerwerks, Hammerherrenhaus oder Gewerkenhaus genannt, wurde Mitte des 17. Jahrhunderts erbaut.
Im frühen 19. Jahrhundert verfügte das Werk über 5 Hämmer mit 4 Zerren- und 3 Streckenfeuern.
1837 wurde das Hammerwerk geschlossen, die Erzanlieferung wie auch der Abtransport der Ware über Flöße oder Fuhrwerke wurde unrentabel, ebenso der Betrieb mit Holz- statt mit Steinkohle.
1979 erwarb die Stadt Wien das Haus, um ein Museum einzurichten, und stellte es teilweise der Gemeinde Wildalpen zur Verfügung (Verein der Freunde des Museums Wildalpen).

## Bauliches
Neben dem Herrenhaus gehören das Kanzleistöckl, der Fahrerhof und das Wagnerhaus (Kohlfachterhaus) zum Ensemble.
Die dreigeschoßigen Haupthaus mit Quertrakt des 17. Jahrhunderts hat ein Schopfwalmdach und eine kleine, schmucke Balkonveranda im Heimatstil der 2. Hälfte des 19. Jahrhunderts. Das zweigeschoßige frei beistehende Nebenhaus, das Kanzleistöckl (Bürogebäude), hat ein Walmdach und stammt aus dem 18./19. Jahrhundert. Das Wagnerhaus steht taleinwärts, der Fahrerhof talauswärts.
Im Inneren des Herrenhauses finden sich Tonnengewölbe und zwei Holzdecken mit reich geschnitzten Mitteltramen und Stuck.

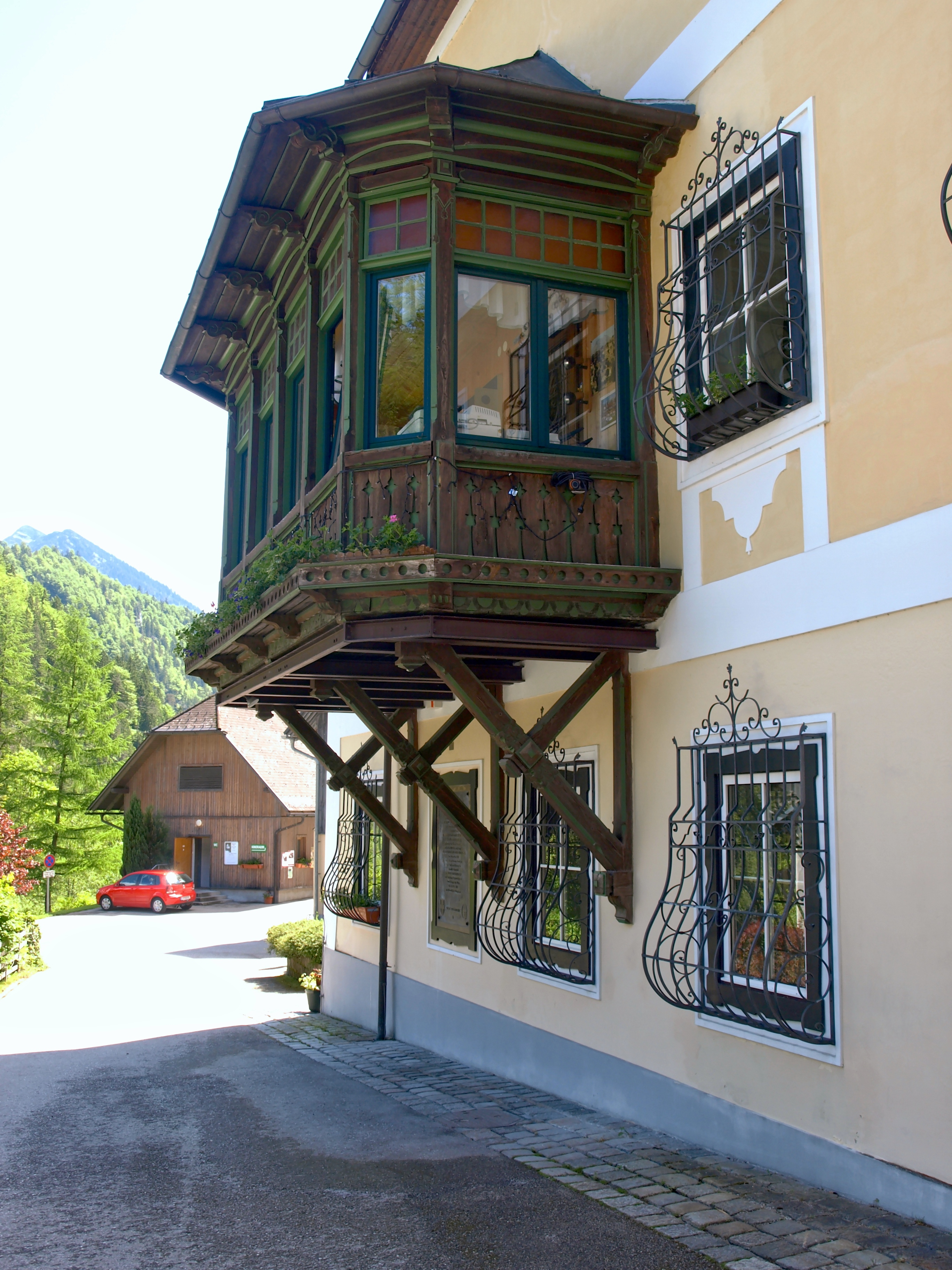
Hammerherrenhaus: Die Veranda
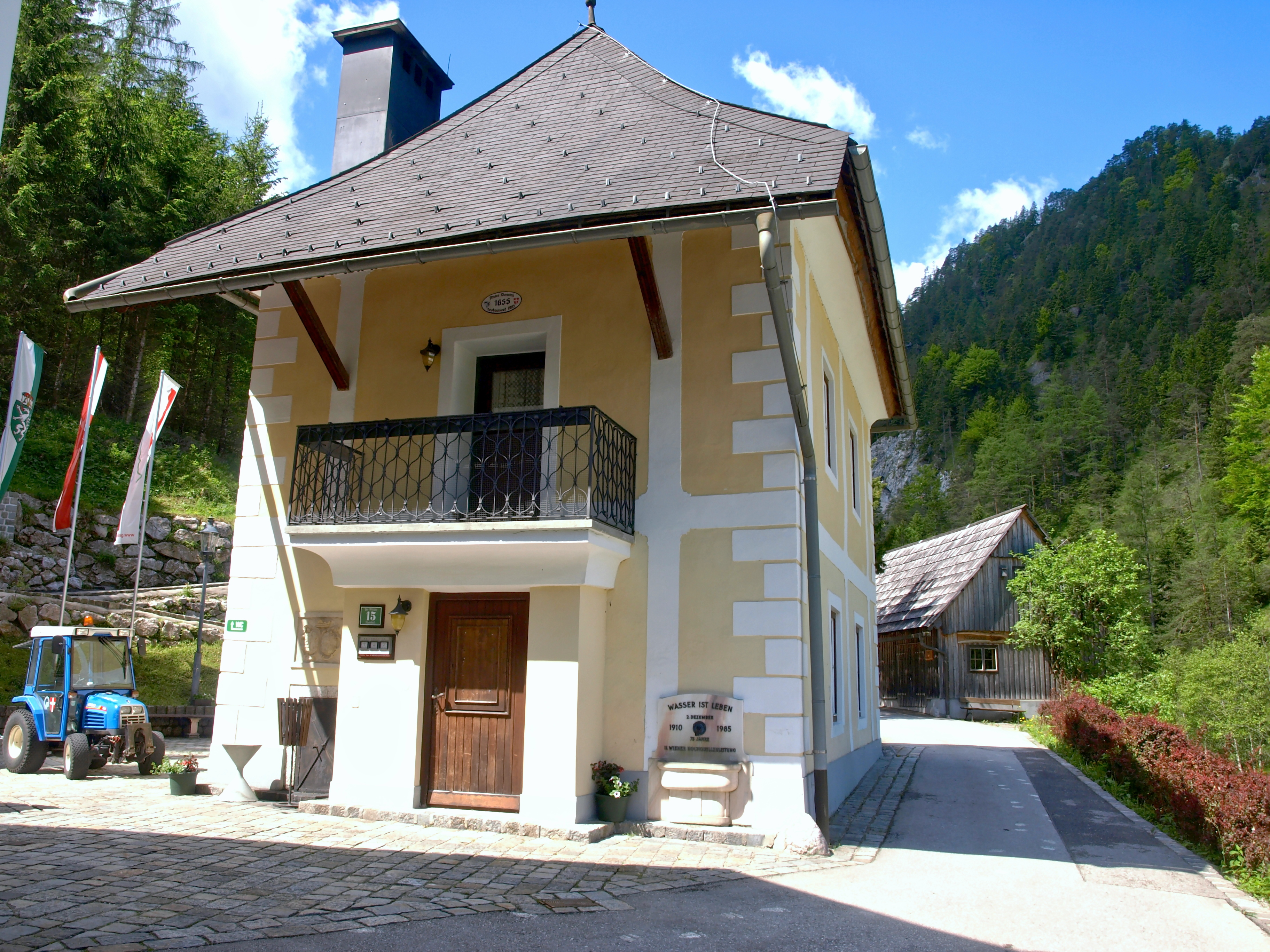
Kanzleistöckl
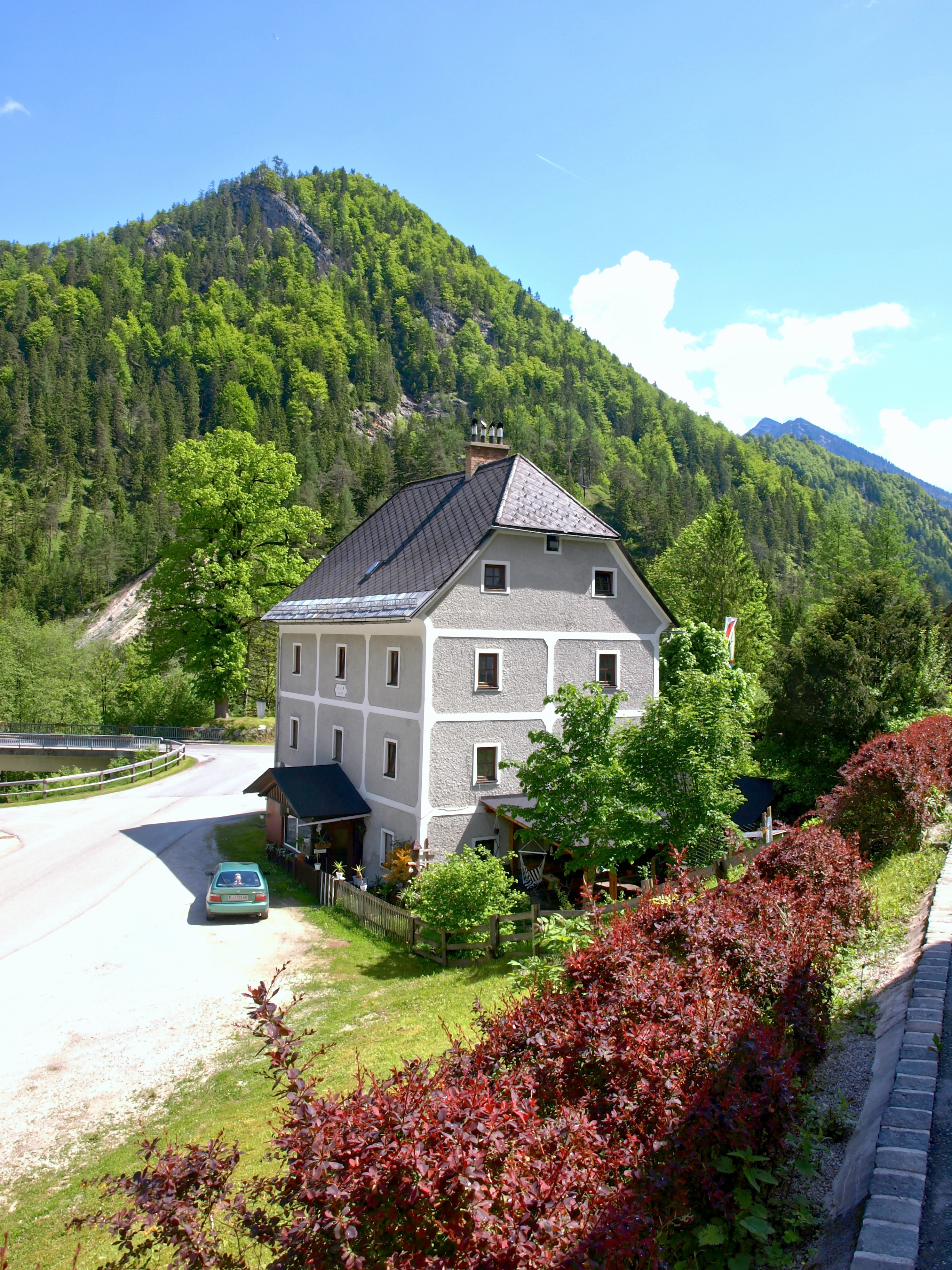
Fahrerhof
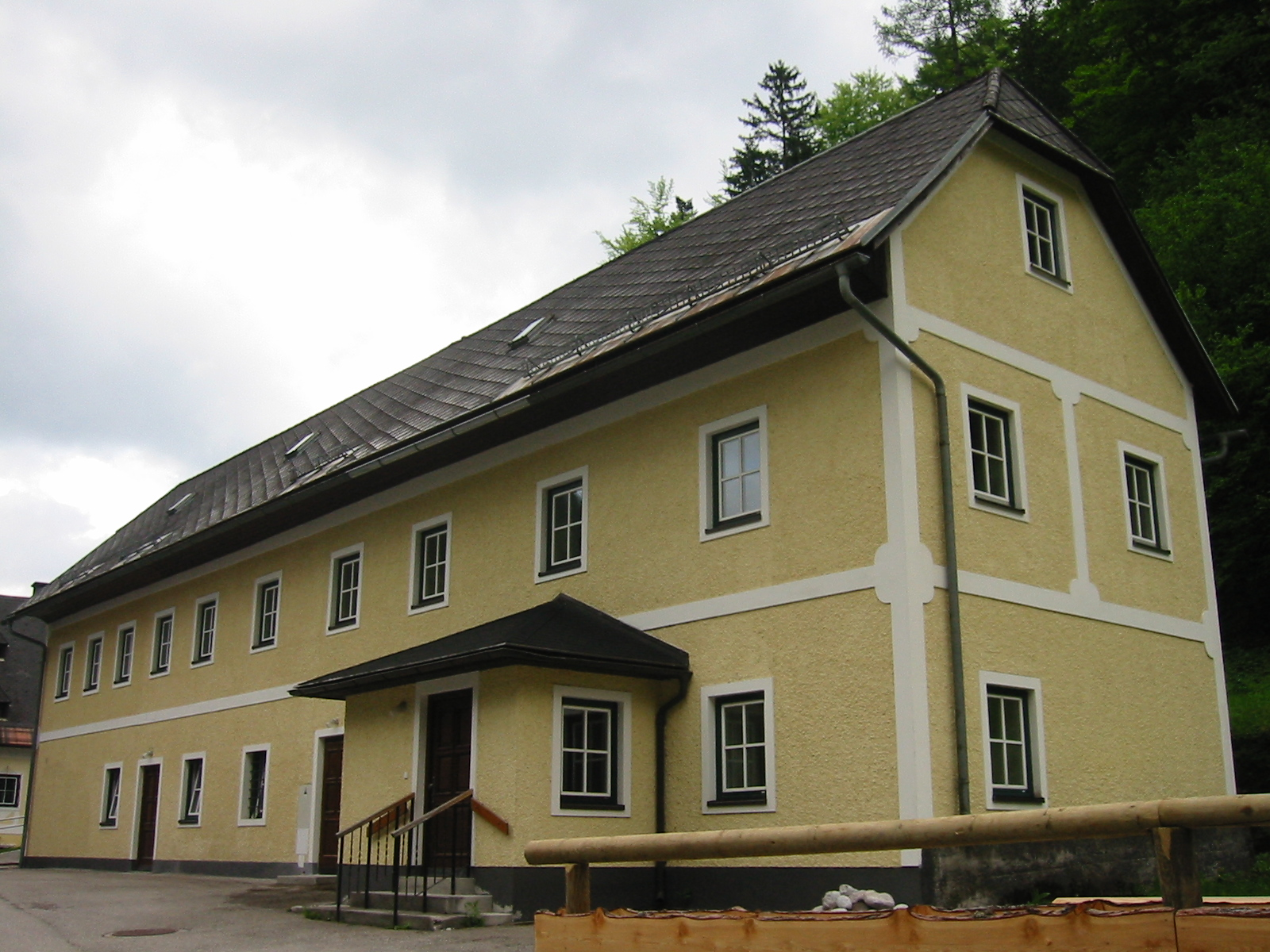
Wagnerhaus (Kohlfachterhaus)

## Heutige Nutzung
Neben den angesiedelten Museen verfügt das Haus über Seminar-, Archiv-, Depot- und Bibliotheksräume, sowie ein Museumskino (65 Plätze). Sonderausstellungsräume sind in den Nebengebäuden.
Das Museum ist barrierefrei ausgestattet.

### Historisches Hammerwerk

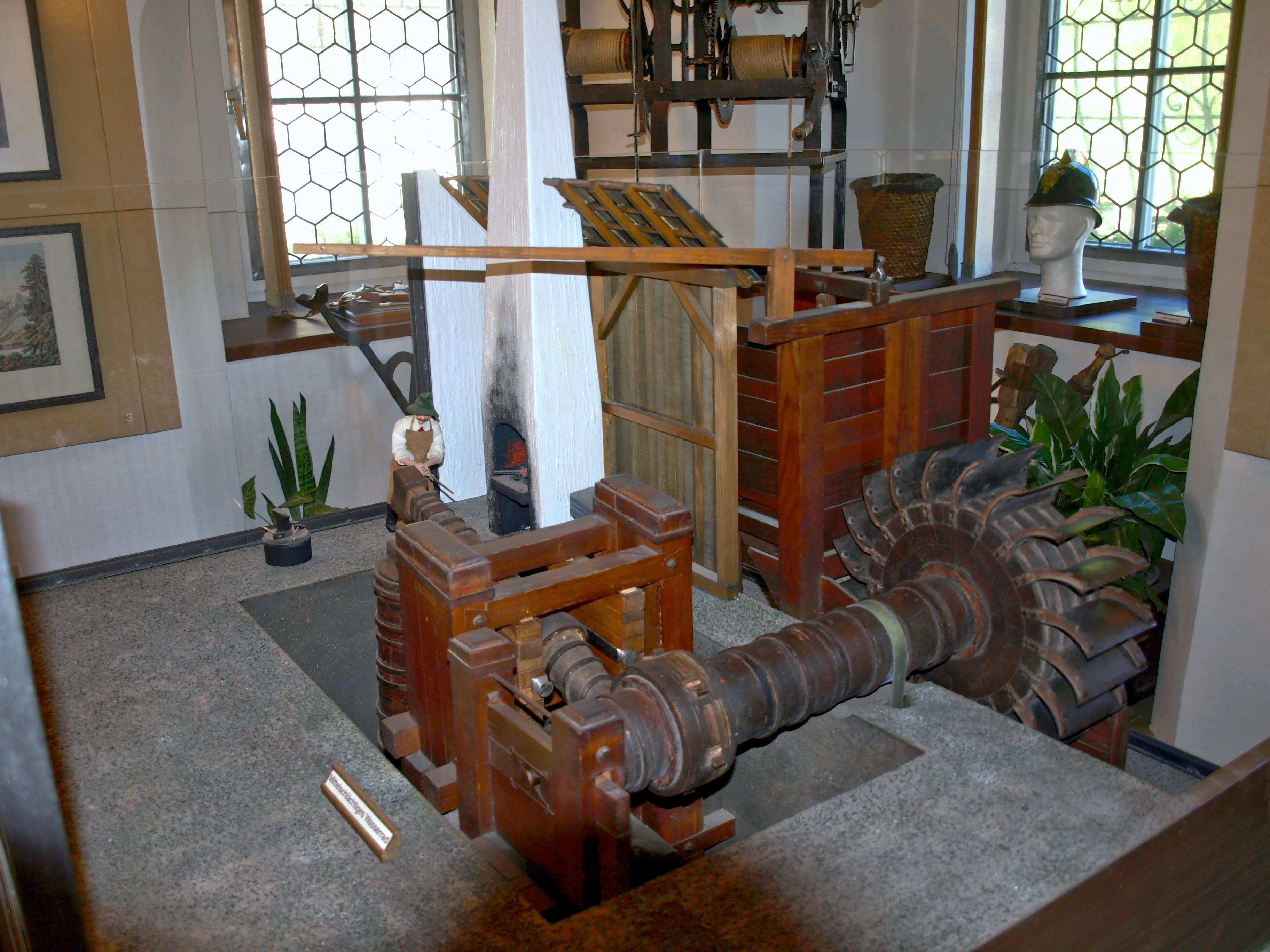
Hammerwerks: Zainhammer und Esse

Im Haus finden sich etliche Bestandteile des alten Hammerwerkes. Zu sehen ist unter anderem ein Zainhammer mit Direktantrieb und eine nachkonstruierte Esse.
Als solches ist es Station der Steirischen Eisenstraße.

### Heimat- und Pfarrmuseum

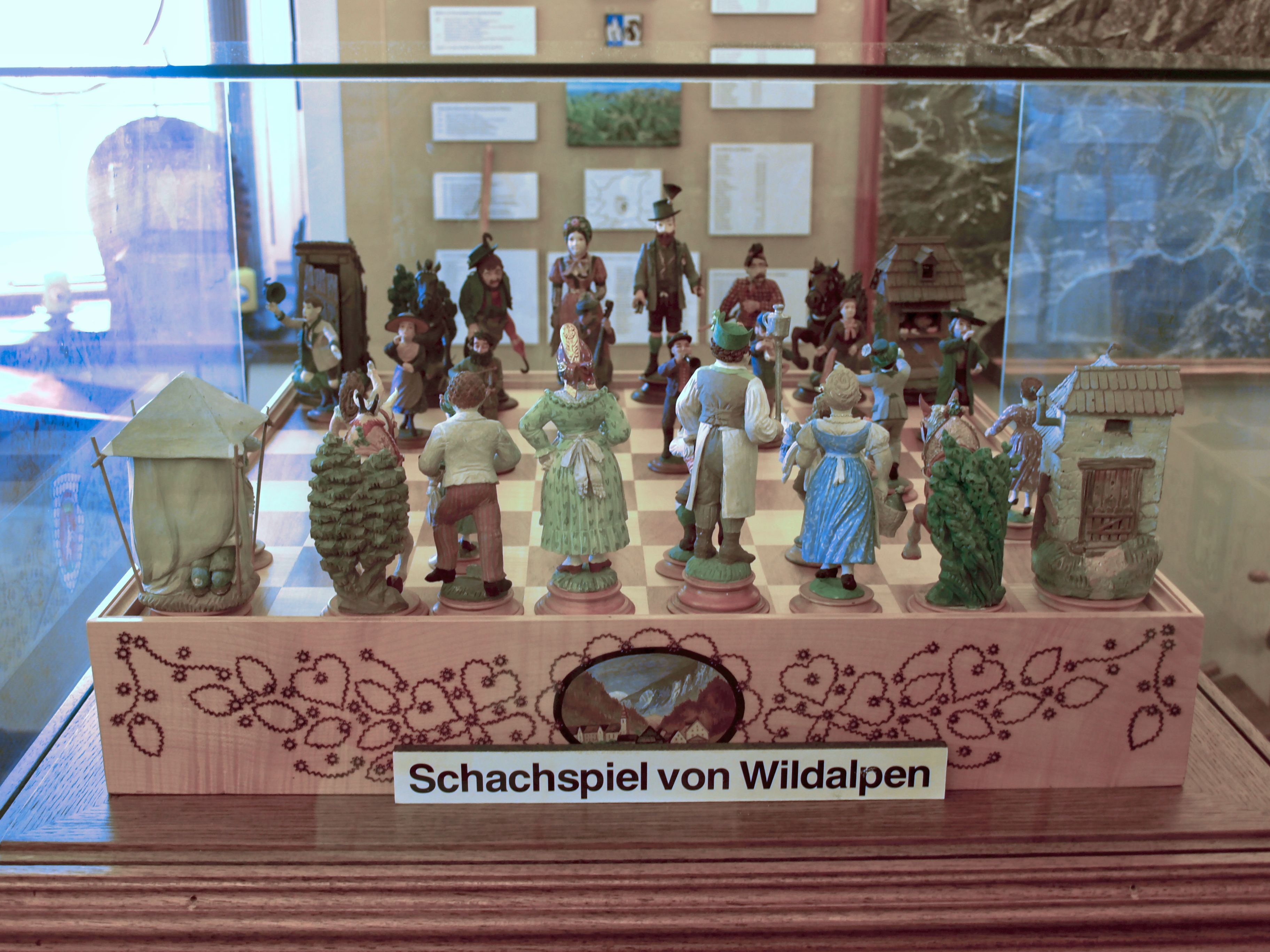
Heimatmuseum: Handgefertigtes Schachspiel

1984 wurde das Heimat- und Pfarrmuseum von Wildalpen eingerichtet. Es dokumentiert die reiche Geschichte und Kultur der Forst- und Holzschwemm-Gemeinde Wildalpen. Hauptthema ist die Innerberger Hauptgewerkschaft, die hier von 1625 und 1838 einen bedeutenden Betrieb zur Holzkohleerzeugung für die Eisenverarbeitung in den Werken rund um den Erzberg und die Kleineisenindustrie der Eisenwurzen führte.

### Museum HochQuellenWasser

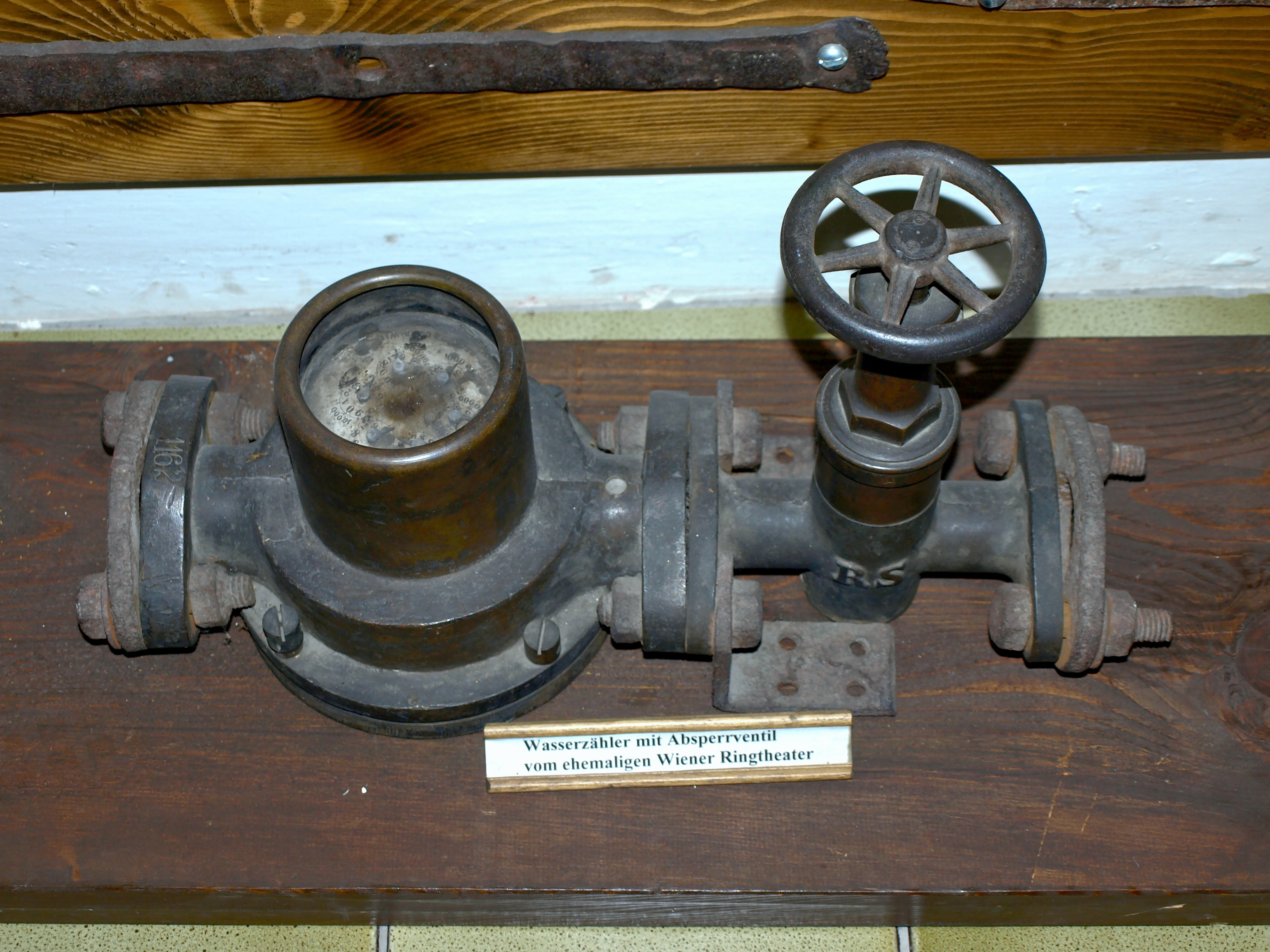
Wassermuseum: Historische Armaturen

Das Wasserleitungsmuseum Wildalpen ist neben dem Wasserleitungsmuseum Kaiserbrunn das zweite Museum, das die Wiener Wasserversorgung, hier die II. Hochquellenwasserleitung, Inbetriebnahme 1910, dokumentiert. Das Museum wurde 1985, zum 75-jährigen Jubiläum der Inbetriebnahme der II. Hochquellleitung, im Erdgeschoß (technisches Museum) und Obergeschoß (eigentliches Wassermuseum) untergebracht.
Die insgesamt 10 Schauräume erläutern Geologie und Hydrogeologie wie auch Vermessung insbesondere des Hochschwabgebiets (Großdiorama) und geben einen Überblick über die Wasserversorgung Wiens und Hygiene (historische Gerätschaften und Sanitärprodukte), sowie den Bau und die Funktionsweise der Hochquellenleitung selbst (Originaldokumente, Pläne, Modelle). Außerdem wird der Wasserschutz durch die Forstverwaltung Wildalpen der Stadt Wien (MA49), die den Quellenschutzwald betraut, präsentiert. Es laufen auch Dokumentationsfilme im Kino.
Führungen dauern etwa 1½ Stunden, außerdem kann eine Führungswanderung zur Kläfferquelle (in 14 km Entfernung) organisiert werden. Geführt wird das Museum von der MA31 (Wiener Wasser).